# Passiflora amicorum
Passiflora amicorum là một loài thực vật có hoa trong họ Lạc tiên. Loài này được Wurdack mô tả khoa học đầu tiên năm 1966.